# Bulletin des musées de France

Le Bulletin des musées de France est une publication des Musées nationaux à différentes périodes. Cette revue a pour but de rendre compte des nouvelles acquisitions des musées nationaux et parfois étrangers. Les expositions y sont annoncées, ainsi que les publications concernant les musées.

## Historique
De 1890 à 1893, un Bulletin des musées fut publié par la direction des musées nationaux et des beaux-arts. À partir de 1906, Paul Vitry repris l'idée de ce projet sous le nom Musées et Monuments, puis devient le Bulletin des musées de France jusqu'en 1914.

De 1923 à 1928, cette idée fut adaptée par la revue Beaux-Arts, appartenant à la Gazette des Beaux-Arts. Dès lors, le Bulletin des musées de France repris son nom. Son directeur fut de nouveau Paul Vitry jusqu'en 1939. 10 à 12 numéros par an furent édités de 1929 à 1950.

À partir de 1951, la partie muséographie est reprise dans La Revue des arts.